# Баттерфилд, 8
«Баттерфилд, 8» — художественный фильм, экранизация одноимённого романа Джона О’Хара. Фильм снят в 1960 году на студии MGM режиссёром Дэниэлом Манном. В главных ролях — звёзды Голливуда Элизабет Тейлор (премия «Оскар» за лучшую женскую роль) и Лоуренс Харви.

## Название
В оригинальном названии фильма (BUtterfield 8) первые две буквы — заглавные. Это отсылка к реалиям ранней эпохи телефонной связи в США. В период с 1910-х по 1960-е годы при необходимости введения более 10 000 номеров перед вводом номера необходимо было вводить буквенный код состоящий из 2-3 символов. Обозначение BUtterfield 8 (BU8 или 288) соответствовало телефонным номерам, расположенным в престижных кварталах Верхнего Ист-Сайда (Манхэттен). Восемь главных героев фильма — обладатели таких телефонных номеров.

## Сюжет
В отличие от книги Джона О’Хара, главной героиней которой была «девушка по вызову», мечтающая стать моделью, героиня Элизабет Тейлор — Глория Вэндроуз — уже не молодая элитная проститутка, проживающая в Нью-Йорке. Для заказа её услуг достаточно попросить оператора соединить с «Баттерфилд 8». Детство Глории было трудным. Отца она не знала, мать не обращала на девочку должного внимания, а её друг подверг Глорию сексуальному насилию. Но это не помешало ей стать неординарной женщиной — чувственной и эмоциональной, с одной стороны, и умной, по-своему честолюбивой, с другой. Глория меняла любовников как перчатки, пока на пути ей не встретился Вестон Лиджетт (Лоуренс Харви) — человек, принадлежащий высшему обществу, но происходящий из низшего. Лиджетт женат на богатой и преданной ему женщине. Глория и Лиджетт проводят вместе неделю и эта неделя решает их судьбы. Он влюбляется в неё и принимает решение развестись со своей богатой женой. Глория понимает, что это её последний в жизни шанс покончить со своим порочным прошлым и начать новую жизнь рядом с любимым мужчиной. Трагической линией в картине является легкомысленный поступок Глории, совершённый ею в самом начале их дружбы с Лиджеттом — она без спроса, как бы ради шутки, забирает норковую шубу из шкафа комнаты его жены и в последующем вспоминает о ней и хочет вернуть лишь в тот момент, когда к Лиджетту приезжает из другого города его жена и когда сделать это уже невозможно. Пропажа обнаруживается. Лиджетт даёт слово жене найти шубу, хотя сам прекрасно понимает где она, но ошибочно видит в этом поступке Глории меркантильный умысел, столь характерный проституткам. Спустя некоторое время, обойдя все вечерние заведения города, где обычно бывала Глория, он с трудом находит её. Между ними происходит очень эмоциональный разговор, который впоследствии больно ранит Глорию, заведёт их отношения в тупик и приведёт к трагическим последствиям в жизни обоих.

## В ролях
- Элизабет Тейлор — Глория Вэндроуз
- Лоуренс Харви — Вестон Лиджетт
- Эдди Фишер — Стив Карпентер
- Дина Меррилл — Эмили Лиджетт
- Милдред Даннок — миссис Вэндроуз
- Бетти Филд — миссис Фанни Турбер
- Сьюзан Оливер — Норма
- Кэй Медфорд — Хэппи

## Награды
В 1960 году за роль Глории Вэндроуз Элизабет Тейлор получила свою первую статуэтку «Оскар» американской киноакадемии. Картина также номинировалась в категории «Лучшая операторская работа». В этом же году Элизабет Тейлор претендовала на «Золотой глобус» как лучшая драматическая актриса, но уступила Грир Гарсон.